# Sarah Furman Warner Williams
Sarah Furman Warner Williams (1764 - 1848) foi uma bordadora e fabricante de colchas americana. Uma das suas colchas, que ela fez em 1803 para homenagear o casamento do seu primo de 17 anos Phebe Berrien Warner com Henry Cotheal, está incluída na colecção do Metropolitan Museum of Art. Peças de agulha de Williams estão na colecção do Winterthur Museum, Garden and Library.

## Galeria

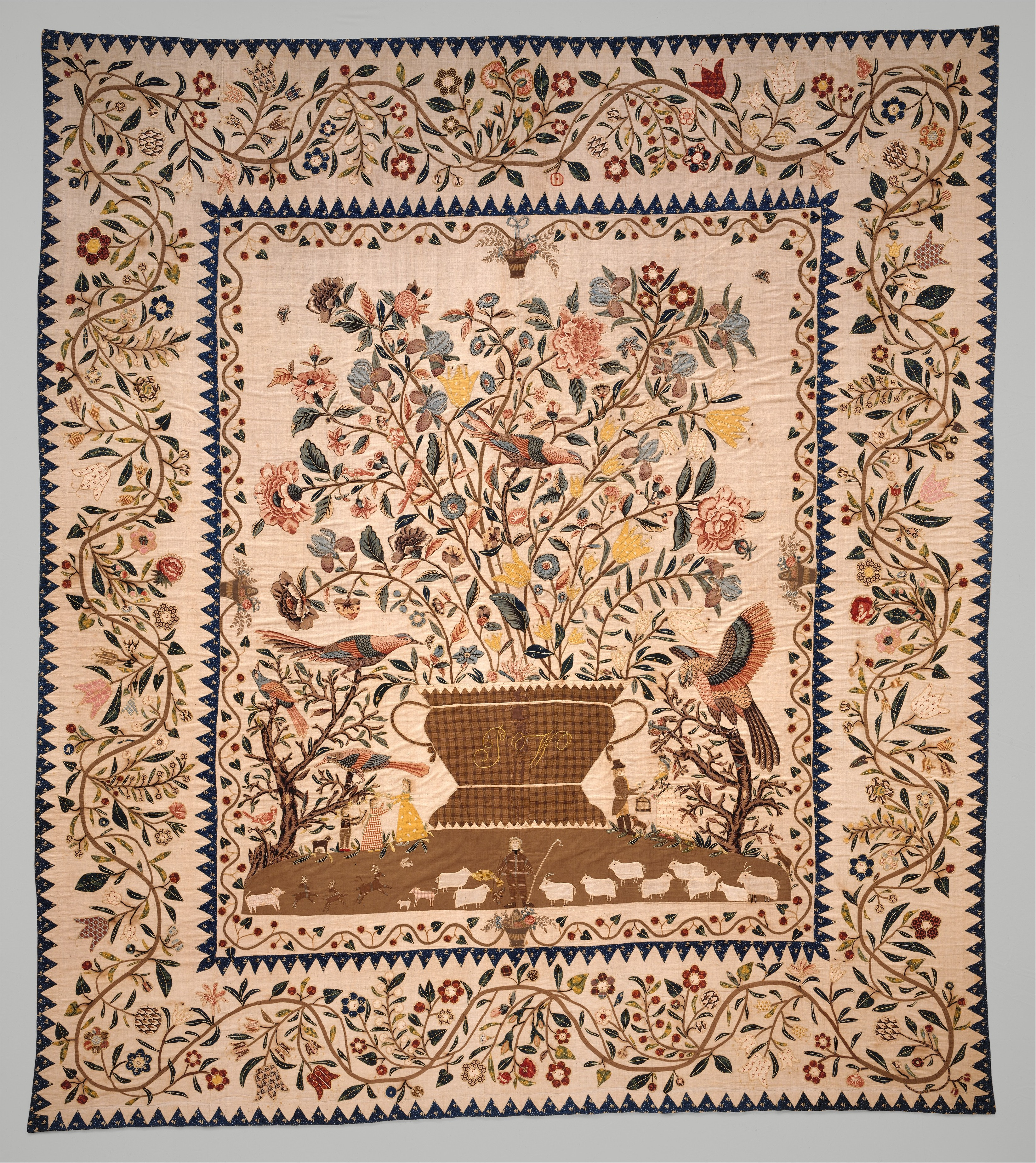
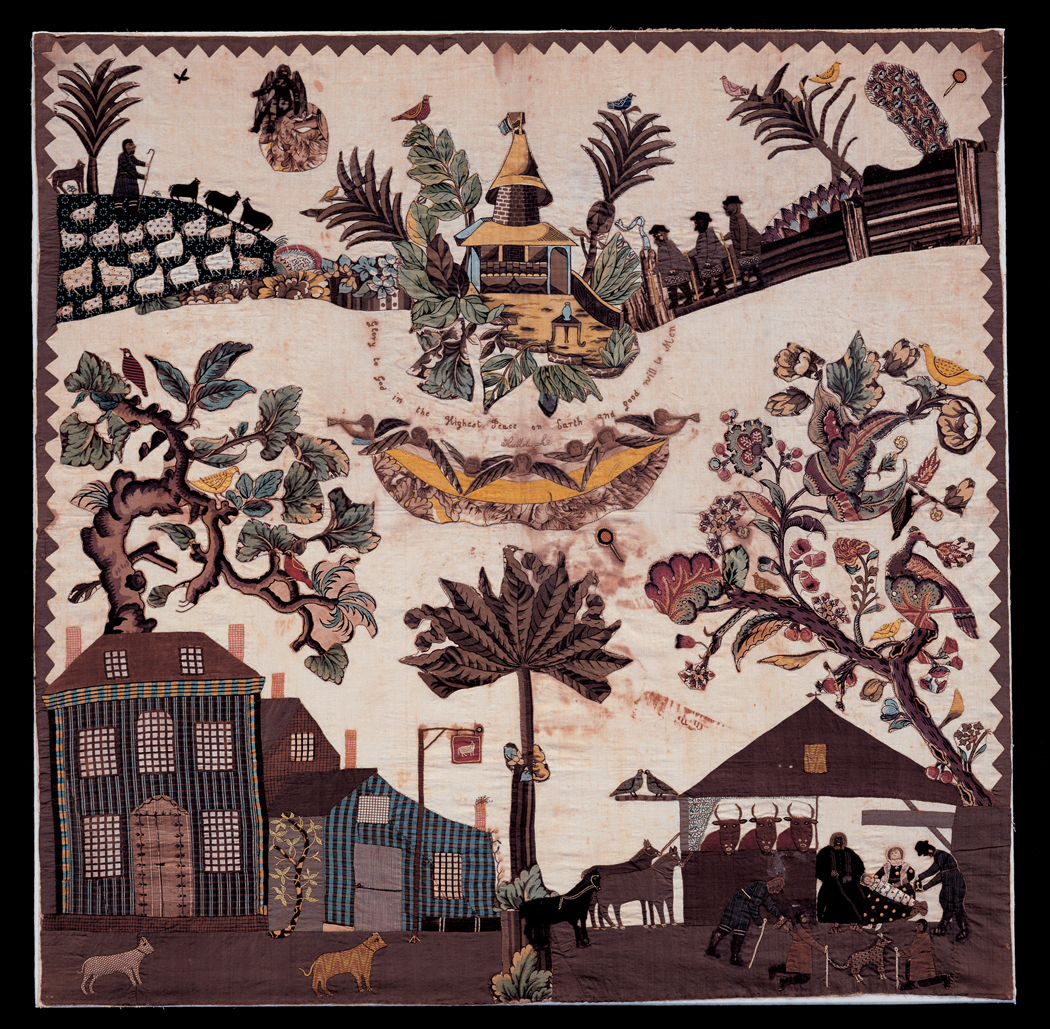
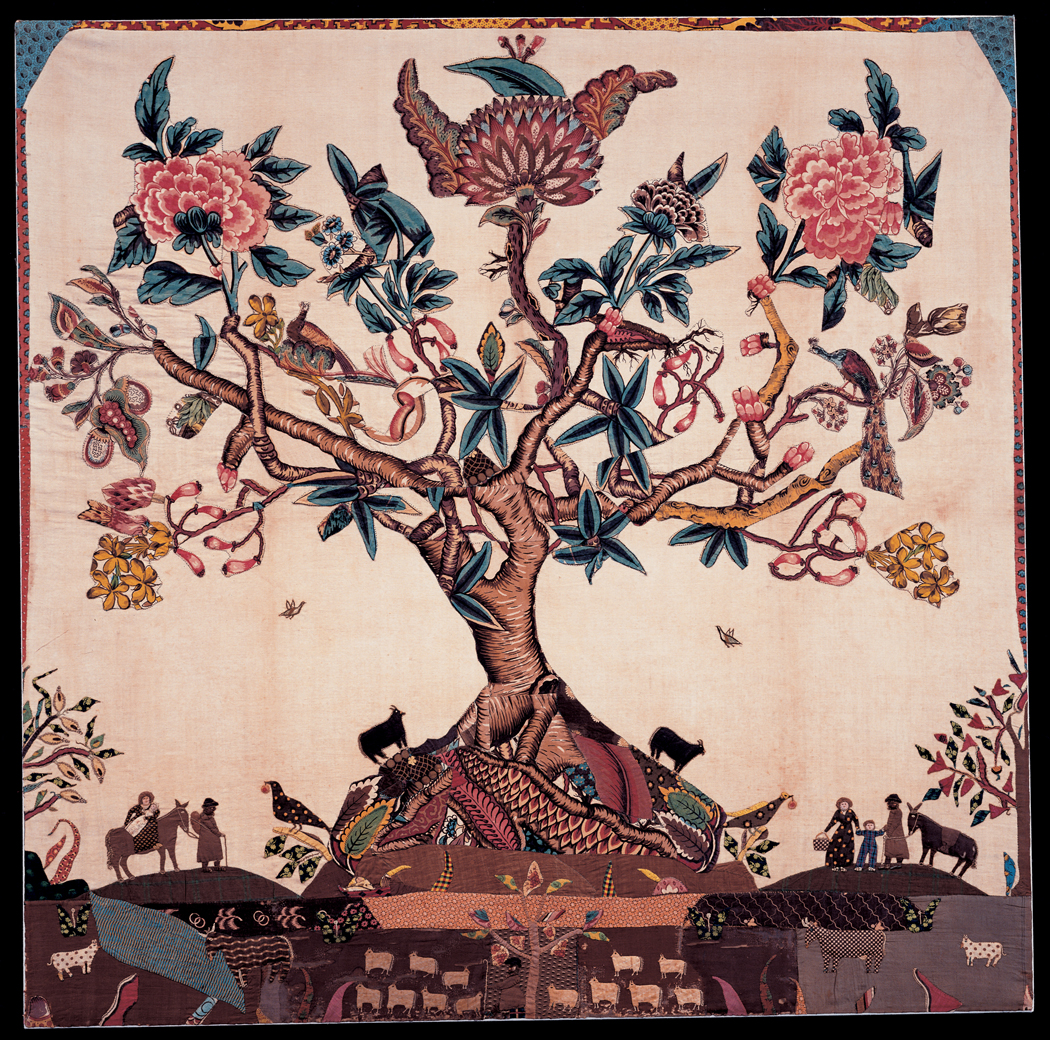